# Elbe-Parey
Elbe-Parey è un comune tedesco situato nel land della Sassonia-Anhalt.